# Walter Oertli
Walter Oertli (* 29. März 1901; † 23. Dezember 1980) war ein Schweizer Industrieller.

## Leben
Walter Oertli studierte Maschinenbau und gründete 1929 zusammen mit seinem Bruder Trautgott die T. und Ing. W. Oertli AG für den Vertrieb von Autolacken.
1930 suchte der amerikanische Hersteller von Ölbrennern May Oil Burner Corporation aus Baltimore, dessen Quiet-May-Ölbrenner schon in Frankreich und den Niederlanden erfolgreich eingeführt waren, eine Vertretung in der Schweiz, und Oertli schloss seinen ersten 12-Monats-Vertrag. Seinerzeit kostete eine komplette Anlage über 4000 CHF, bei durchschnittlichen Stundenlöhnen von 1,50 CHF. Im Mai 1931 hatte er der Schweizergarde eine Ölheizung installiert. Diese ersten Brenner wurden noch manuell mit einer Lunte gezündet. Ende 1932 hatten sie rund hundert Anlagen verkauft und fünf Monteure eingestellt. Seit 1932 sind seine Serviceautos rot lackiert. Traugott gründete 1933 auch die Tech AG.
Als 1934 in der Schweiz Einfuhrkontingente verordnete wurden, begann er in Lizenz mit der Eigenfertigung der Brenner. Er mietete sich in der Merkurstrasse in Hottingen (Stadt Zürich) ein und suchte für Pumpen, Motoren, Zündtrafos und Gussgehäuse einheimische Lieferanten.
1935 waren die Ölpreise drastisch gestiegen und die Brüder begannen in Lizenz mit der Produktion eines automatischen Kleinkohlebrenner TOWO (ihre Initialen), den er in Belgien entdeckt hatte, und der um 35 % Einsparung gegenüber manuell befeuerten Öfen ermöglichte.
In dieser Zeit übernahmen sie auch die Generalvertretung der Quiet-May-Brenner in ganz Europa. Nachdem er in Baltimore den Prototyp eines Stahlkessels mit integrierter Brauchwassererwärmung entdeckt hatte, entwarf er in der Schweiz einen ähnlichen, auch für Kohlebetrieb, und verkaufte ab 1939 eine kleine Serie.
Ende Juli 1939 trat Traugott aus dem Unternehmen aus, erwarb in Murten eine Fabrik, gründete die Unternehmen SAIA SA und entwickelte 1944–47 eine Haushaltsmaschine, den Turmix-Mixer.
Walter führte den Betrieb als Ing. W. Oertli AG mit zehn Mitarbeitern weiter. Während des Zweiten Weltkriegs brach der Umsatz infolge der Brennstoffrationierung zusammen. In dieser Zeit baute er die Brenner derart um, dass er auf Teile aus Amerika gänzlich verzichten konnte. Nach dem Krieg führte der niedrige Ölpreis zu einem Boom bei Ölfeuerungsanlagen. 1946 war seine Belegschaft schon auf 70 Mitarbeiter angestiegen und das Unternehmen zog um in den Beustweg 12 in Zürich. Er begann mit der Entwicklung von Ölbrennern für Industriefeuerungsanlagen und installierte den ersten Brenner mit 2,5 MW in Kloster Einsiedeln.
Um Verpuffungen zu vermeiden, muss bei einem Erlöschen der Flamme augenblicklich die Ölzufuhr unterbrochen werden. Hierzu entwickelte er ein auf das Licht der Flamme reagierendes Selen-Fotozellen-Relais. Bis Mitte 1953 hatte er sein Brennerprogramm auf eigene Konstruktionen eingeschränkt, den Lizenzvertrag mit May aufgelöst, und verkaufte nur noch unter der Marke Oertli.
Im Dezember 1951 hatten die ABIG-Werke in Oberstdorf die Generalvertretung für Deutschland übernommen und zusammen mit Klöckner Brennstoffhandel eine flächendeckende Verkaufs- und Serviceorganisation aufgebaut. 1955 verkauften sie schon 4000 Brenner. Von 1956 bis 1989 fertigte und verkaufte das Unternehmen Sant’Andrea im italienischen Novara in Lizenz seine Brenner.
Im Februar 1956 zog er mit seinem Unternehmen Ing. W. Oertli AG nach Dübendorf an der Zürcherstrasse 130. Er hatte 256 Mitarbeiter und eine Flotte von 56 Serviceautos.
1958 übernahm er zur besseren Auslastung seiner Serviceorganisation den Vertrieb von automatischen Wasserenthärtern des amerikanischen Unternehmens Culligan. Er legt auch ein Verkaufsprogramm von Schwimmbadzubehör und -projektierung auf.
1959/60 gründete er in Brüssel die Oertli SA Belgique und 1967 übernahm er die Aktienmehrheit der ACTA SA in Paris. Ende der 1960er gab es Lizenzfabrikationen in Deutschland, Italien, Brasilien und Indien. Vertretungen hatte er in Dänemark,
Holland, Österreich, Portugal, Spanien, Finnland und Griechenland. Damit verkaufte er 350.000 Brenner.
Am 31. März 1969 verkaufte er sein Unternehmen an das amerikanische Unternehmen American Standard, das in Europa unter dem Namen Ideal Standard Giessereien für Gussheizkessel und Radiatoren betrieb. Der neue Unternehmensname wurde Oertli Standard AG.
Mit dem Verkaufserlös gründete er die Walter und Ambrosina Oertli-Stiftung, auch Fondation Oertli. Im Mittelpunkt ihrer Vergabetätigkeit steht die bessere Verständigung zwischen der alemannischen, der französischen, der italienischen und der rätoromanischen Schweiz. 
Nachdem 1974 der Lizenzvertrag mit Klöckner Oertli ausgelaufen war, war Oertlis Fabrikation wieder stärker ausgelastet. Trotzdem zog sich American Standard im folgenden Jahr vom europäischen Heizungsmarkt zurück und verkaufte die Oertli Standard AG im April 1977 an die Walter Meier Holding AG in Zürich, wo sie als Oertli AG Dübendorf firmierte.

## Veröffentlichungen
- Stationen. Vom Arbeiterkind zum Industriellen. Huber, Frauenfeld 1979, ISBN 3-7193-0631-3.
- 50 Jahre Oertli: 1929–1979. Huber, Frauenfeld 1979.